# Erdini
Els erdini o erpeditani (llatí Erdinii o Erdini, grec Έρδινοι o Έρπεδιτανοι) foren un poble d'Irlanda esmentat en la Geographia de Claudi Ptolemeu com ocupants de la part occidental de l'illa, a la regió entre el comtat de Fermanagh i la badia de Donegal, prop dels vennicnii (que vivien al comtat de Donegal) i al nord dels nagnates (que vivien al Connacht).